# Bejb Didrikson Zaharias
Mildred Ela "Bejb" Didrikson Zaharias (/zəˈhɑːriəs/; Port Artur, 26. jun 1911 – 27. septembar 1956, Galveston) bila je američka atletičarka koja su se istakla u golfu, košarci, bejzbolu i trčanju. Ona je osvojila je dve zlatne medalje u atletici na Letnjim olimpijskim igrama 1932. godine, pre nego što se okrenula profesionalnom golfu i osvojila 10 glavnih LPGA šampionata. Ona se smatra jednom od najvećih sportistkinja svih vremena.

## Biografija
Mildred Ela Didrikson je rođena 1911, kao šesto od sedmoro dece, u obalskom gradu Port Artur u Teksasu. Njena majka, Hana, i njen otac, Ole Didriksen, bili su imigranti iz Norveške. Iako su njena tri najstarija srodnika rođena u Norveškoj, Bejb i njenih troje preostale braće i sestara su rođeni su u Port Arturu. Ona je kasnije promenila način pisanja svog prezimena iz Didriksen u Didrikson. Ona se preselila sa porodicom u Bomontu u Teksasu, kad joj je bilo četiri godine. Tvrdila je da je stekla nadimak "Bejb" (po Bejbu Rutu) kada je ostvarila pet houm ranova tokom bejzbol utakmice, mada ju je njena majka zvala "Bejb" još od vremena kada je bila malo dete.
Iako je bila uglavnom poznata po svojim atletskim ostvarenjima, Didrikson je imala mnoge talenate. Ona se takmičila između ostalog i u šnajderskim turnirima. Kao odlična krojačica, ona je napravila veći deo svoje svoje odeće, uključujući i odeću za golf. Bejb je tvrdila je da je osvojila prvenstvo u šivanju na Državnom sajmu u Teksasu 1931. godine u Dalasu; ona je pobedila na državnom sajmu južnog Tekasa u Bomontu, a taj događaj je uveličavala mnogo godina kasnije 1953. godine. Pohađala je Bomontsku srednju školu. Škola joj nije išla od ruke, te je bila primorana da ponovi osmi razred i usled toga je bila godinu dana starija od ostalih đaka u srednjoj školi. Na kraju je napustila školu bez polaganja mature, nakon što se preselila u Dalas da igra košarku. Ona je bila pevačica, svirala je harmoniku i snimila je nekoliko pesama u izdanju kuće Merkuri Rekords. Njena najbolje prodavana pesma je bila "Osetila sam malu suzu" sa "Detour" na drugoj strani.

### Atletska ostvarenja

#### AAU šampion
Njen prvi posao nakon srednje škole bio je kao sekretarica u osiguravajućem društvu za nesreće na poslu u Dalasu, iako je bila zaposlena samo da bi amaterski igrala košarku u „industrijskom timu“ kompanije, Golden sajklons. Tim takmičenjem je tada upravljao Amaterski atletski savez (AAU). Uprkos tome što je odvela tim do AAU košarkaškog prvenstva 1931. godine, Didriksonova je prvi put stekala širu pažnju kao atletičarka.
Predstavljajući svoju kompaniju na AAU šampionatu 1932. godine, takmičila se u osam od deset takmičenja, pobedila je pet u potpunosti, a izjednačila se za prvo mesto u šestom. Njeni nastupi bili su dovoljni da osvoji timsko prvenstvo, uprkos tome što je bila jedini član svog tima.

#### Olimpijada 1932.
Didriksonova je postavila četiri svetska rekorda, osvojivši dve zlatne i jednu srebrnu medalju u atletici na Olimpijskim igrama u Los Anđelesu 1932. godine. U trci na 80 metara s preponama izjednačila je svetski rekord od 11,8 sekundi u prvom nastupu. U finalu je oborila svoj rekord sa 11,7, osvojivši zlato. U bacanju koplja osvojila je zlato, i ostvarila olimpijski rekord od 43,69 metara. U skoku u vis, osvojila je srebro sa svetskim rekordom od 1.657 m (5.436 ft). Njena američka koleginica Džin Šajli takođe je skočila 1.657 metara, a par se izjednačio u skoku kada je letvica podignuta na 1,67 m (5,5 ft). Šajli je nagrađena zlatom nakon što je presuđeno da je Didriksonova koristila nepravilnu tehniku. Nije se takmičila u bacanju diska, pošto ju je Amerikanka Lilijan Kouplend pobedila u olimpijskim probama; Koupeland je osvojio zlatnu medalju u disku.

#### Nakon Olimpijade
U narednim godinama nastupala je u vodviljskom krugu, putovala sa timovima kao što su Sveamerički košarkaški tim Bejba Didriksona i tim bradate Kuće Dejvida (komuna). Didriksonova je takođe bila takmičarski igrač bilijara, ali ne i šampion. Bila je zapažena u štampi januara 1933. po tome što je igrala (i teško izgubila) višednevni bilijarsi meč u Njujorku protiv igračice Rut Maginis.

#### Golf
Didriksonova je postala prva američka ženska slavna ličnost u golfu i vodeći igrač tokom 1940-ih i ranih 1950-ih. Da bi povratila status amatera u sportu, tri godine nije mogla da se takmiči ni u jednom drugom sportu. Vratila je svoj amaterski status 1942. Godine 1945. učestvovala je na još tri događaja PGA ture, propustivši drugi deo prvog od njih, i kvalifikujući se za druga dva. Prema podacima iz 2018, ona je i dalje jedina žena koja je to postigla. Zahariasova je pobedila na Amaterskom prvesntvu SAD za žene 1946. i Britanskom prvenstvu 1947. – prvi Amerikanka kojoj je to pošlo za rukom – i tri Zapadna ženska otvorena takmičenja. Nakon što je formalno postala profesionalac 1947. godine, Didriksonova je dominirala Ženskim profesionalnim golf asocijacijom, a kasnije i Ženskim profesionalnim golf udruženjem. Ona je bila osnivački član Ženske profesionalne golf asocijacije 1950. godine.
Čarls Makgrat iz Njujork Tajmsa je napisao o Zahariasovoj: „Osim možda Arnolda Palmera, nijedan igrač golfa nikada nije bio više voljen u galeriji.“

### Nagrade za golf
Dok je Zahariasova propustila da se plasira na događaj PGA ture 1938. godine, kasnije, kako je postajala iskusnija, uspevala je na svakom događaju PGA ture na kome je učestvovala. U januaru 1945, Zaharijasova je igrala na tri PGA turnira. Ona je ostvarila 76–76 da bi se kvalifikovala za Los Anđeles Open. Zatim je gađala 76-81 kako bi napravila dvodnevni prosek na samom turniru, ali je propustila trodnevni prosek nakon 79, što ju je učinilo prvom (i trenutno jedinom) ženom u istoriji koja je ostvarila prosek na redovnom događaju PGA turneje. Nastavila je svoj niz na Finiks Openu, gde je pogodila 77-72-75-80, završivši na 33. mestu. Na Tuson Openu kvalifikovala se sa 74-81, a zatim je ostvarila 307 na turniru i završila na 42. mestu. Za razliku od drugih ženskih golfera koje se takmiče u muškim disciplinama, ona je ušla u Los Anđeles i Tuson Opene kroz kvalifikacije sa 36 rupa, za razliku od izuzeća sponzora.
Godine 1948, postala je prva žena koja je pokušala da se kvalifikuje za US Open, ali je USGA odbila njenu prijavu. Naveli su da je događaj bio otvoren samo za muškarce.

## Literatura
- Cayleff, Susan E. (1996). Babe: The Life and Legend of Babe Didrikson Zaharias. University of Illinois Press. ISBN 978-0-252-06593-4.
- Klawans, Harold L. (1996). 'Why Michael Couldn't Hit and Other Tales of the Neurology of Sports. W.H. Freeman & Company. ISBN 978-0-7167-3001-9.
- Van Natta Jr., Don (2011). Wonder Girl: The Magnificent Sporting Life of Babe Didrikson Zaharias. Little, Brown and Company. ISBN 978-0-316-05699-1.
- Zaharias, Babe Didrikson (1955). This Life I've Led: My Autobiography. New York A.S Barns & Co. ASIN B0018EAHXW.
- Wilson, Scott (2016). Resting Places: The Burial Sites of More Than 14,000 Famous Persons. 2 (3 изд.). Jefferson, North Carolina: McFarland & Company, Inc.
- Van Natta, Don, Jr. (2013). Wonder Girl: The Magnificent Sporting Life of Babe Didrikson Zaharias. New York City: Back Bay Books. ISBN 978-0316067492.
- „Mildred Didrikson”. Приступљено 24. 3. 2021.